# La Retraite aux flambeaux
La Retraite aux flambeaux est un roman de Bernard Clavel paru en 2002 aux éditions Albin Michel, puis en collection de poche aux éditions Pocket en 2004  (ISBN 2-266-12947-3).

## Présentation

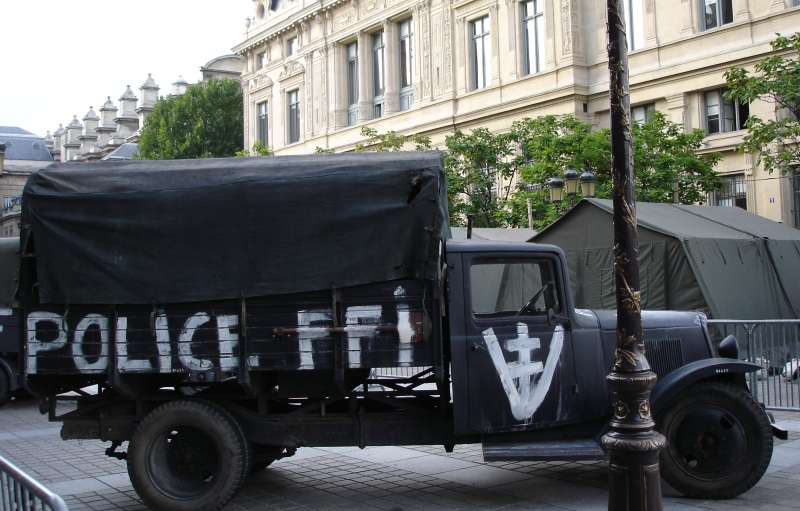
FFI à la Libération

On retrouve dans ce roman un thème cher à Bernard Clavel, qu'il a souvent développé et l'a hanté toute sa vie : celui de la violence, du meurtre et de la guerre, comme ici dans un pays déchiré, où les pouvoirs constitués ont largement disparus, une armée d'occupation reflue tant bien que mal dans la peur des attaques de la Résistance.
Dans ce cas de conscience, un homme doit décider si la violence individuelle se trouve cautionnée par la violence collective et la guerre. « Au jugement dernier, on ne pèsera que les larmes », est-il écrit dans l'épitaphe selon une phrase d'Émil Cioran.

## Résumé

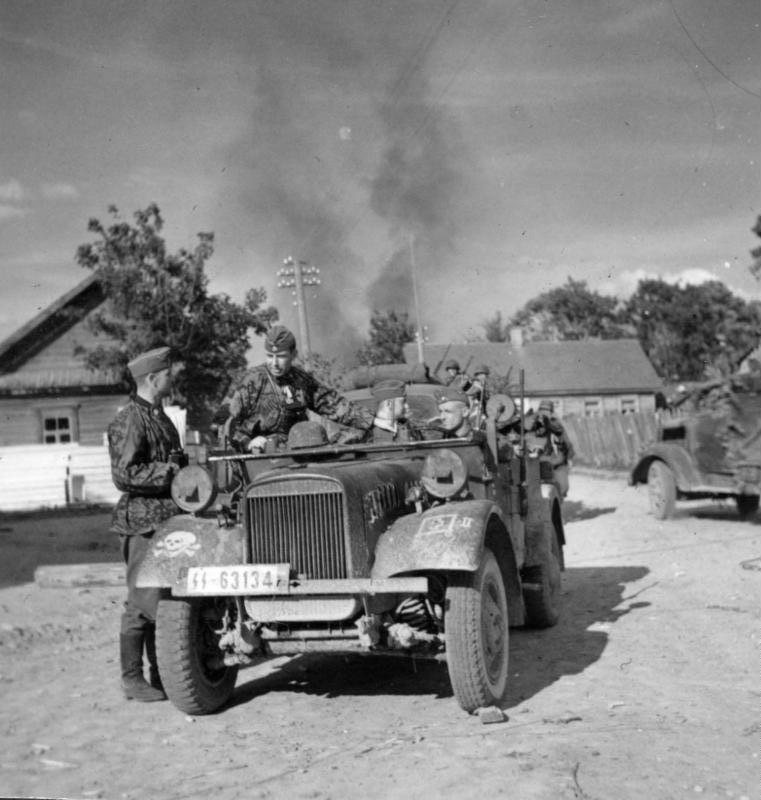
Soldats SS de la division Totenkopf

Dans ce village du Doubs, les événements se précipitent. Nous sommes en septembre 1944, une époque difficile où la Libération du pays se profile dans un climat de guerre et de peur. Les troupes allemandes battent en retraite, détruisant tout ce qu'elles peuvent, prises de rage de destruction et tout le village les regarde passer planqué derrière les volets clos. Ferdinand Bringuet est à la fois un costaud, plus très jeune certes mais une force de la nature et, comme beaucoup de costaud, un être doux qui aime la nature, sa forêt et les parties de pêche.
Tout aurait pu fort bien se passer, une fois les Allemands partis, la vie aurait repris son cours pour le village, pour Ferdinand et sa femme Maria. Tout le monde attend, résignés, que reviennent les beaux jours. Mais un incident se produit, un incident mineur a priori mais non sans conséquences : un jeune officier SS a essayé de lui dérober son vélo. Cette ultime agression, Ferdinand ne parvient pas à la supporter, lui qui a rongé son frein pendant toute la guerre et, se laissant emporter, perdant son sang-froid, il se rue sur l'Allemand, le ligote et le jette dans sa cave.
Mais personne ne sait qu'en faire : ni lui-même, ni son meilleur ami, ni sa femme Maria. Personne ne sait non plus comment assumer cet acte de Résistance qui n'a plus guère d'objet, comment se débarrasser d'un officier ennemi qui se débat, qui hurle, même si son visage poupin est encore celui d'un enfant, alors que les Allemands ne font pas de quartier et menacent de fusiller tous ceux qui se mettraient en travers de leur route ? Il faut rapidement trouver une solution car la guerre et ses impératifs impose des choix drastiques.

Le choix déchirant, cornélien dans ce siècle écartelé. À travers l'affrontement de personnalités qui s'opposent, Bernard Clavel fait monter la tension jusqu'au dénouement qui hantera sans doute Ferdinand pour toujours.
Comme l'a écrit un journaliste de L'Express : « C'est un beau chant d'amour à la justice et aux hommes qui meurent, ni vainqueurs, ni vaincus.»